# Лорна Ферис
Лорна Амелија Росијер Ферис (енгл. Lorna Amelia Rosier Ferris; Њубери, 1887 — Крагујевац, 4. јул 1915) је била војна сестра и припадница Стобарт болнице у Србији.

## Виндзорска хероина у Србији
Лорна Амелија Ферис, енглескиња шкотског порекла, је обучена као медицинска сестра у гриничкој Dreadnought Seaman's Hospital, годину дана је запослена у Самаританској болиници у Лондону (Samaritan Free Hospital for Women in Marylebone Road). 
У априлу 1915. године оне са са још 40 чланова медицинског особља придружује Стобарт болници, и путује са Мабел Стобарт у Крагујевачки шаторски капм. Шатори су због епидемије пегавог тифуса били једино решење како би се смањила шанса од обољевања и још већег ширења заразе. Болница Стобарт је била у склопу Треће јединице Српског потпорног фонда и првобитна намена јој је била пружање медицинске помоћи војницима оболелим од тифуса, али се уз сагласност Српског војног санитета мисија преусмерила на лечење рањеника и здравствено запуштеног цивилног становништва. Оставља утисак особе срећних манира, знала је међу колегама најбоље српски. По први пут је Енглеска Англиканска служба вршена у било којој Источној Православној цркви, и у историји Србије. Уписана је као прва у Вест Веркширском Ратном Меморијалу (West Berkshire War Memorials).
У болници је била иста ситуација као и у осталим здравственим установама, није било начина да се изолују заражени пацијенти, није било опреме за дезинфекцију, као ни средстава којима би се заштитили од инфицираних ваши. Лорна се у међувремену, као и доста њених колега и сама заразила тифусом. Борбу са тифусном грозницом је изгубила почетком јула месеца и преминула у Крагујевцу, у истој болници у којој је и сама лечила инфицирано становништво и војнике.
Сахрањена је на Варошком гробљу у Крагујевцу, поред докторке Елизабет Рос и медицинске сестре Мејбл Дирмер које су исто умрле у Крагујевцу. Испод имена сваке од њих ћирилицом је исписано ’’Народу сте српском даровали срце, ваша дела красе зраци нашег сунца.’’